# Ruud van Nistelrooy
Rutgerus Johannes Martinus van Nistelrooij (Oss, 1976. július 1. –), ismertebb nevén Ruud van Nistelrooy, holland válogatott labdarúgó és edző, az UEFA-bajnokok ligája történelmének negyedik legeredményesebb gólszerzője, emellett három különböző bajnokságban volt gólkirály, a holland, az angol, és a spanyol ligában.

## Játékos pályafutása

### Hollandia
Ruud 1993-ban kezdte profi pályafutását a holland másodosztályú FC Den Boschnál. Miután 31 mérkőzés alatt tizenkét találatot szerzett az 1996–97-es bajnokság folyamán, 350 000€-ért a SC Heerenveen leszerződtette a következő évadra. 31 mérkőzés alatt 13-szor talált a kapuba és ez elég volt ahhoz, hogy holland rekord összegért, mintegy 6,3 millió euróért megvette a PSV Eindhoven.
Első PSV-nél töltött éve alatt 31 találkozón 34 gólt szerzett, ami még mindig rekord nagyságú Hollandiában. A szezon végén megkapta az Év Játékosa címet. A következő évadban ismét gólkirály lett 29 góllal.
Napokkal később, miután a Manchester United 18 500 000 fontért szerződtette, egyik első edzésén térdsérülést szenvedett 2000 nyarán. Miután 2001 áprilisában teljesen felépült, a United félmillió font kártérítést igényelt a PSV Eindhovennel szemben, hogy fedezni tudják Ruud felépülésének költségeit. Ezután Nistelrooy öt évre írt alá az angol klassziscsapattal.

### Manchester United
Ruud  ötéves  szerződést írt alá a Vörös Ördögökkel, majd így kommentálta a 19 millió fontos szerződését: "Nem engem méltat ez az ár - azt kívánja kifejezni, hogy a United bízik bennem." Nem volt hiábavaló a bizalmuk, ugyanis 23 gólt szerzett 32 bajnoki meccsen, és 10 Bajnokok Ligája-gól is hozzáíródott a számlájához.
A 2002–03-as szezon 52 mérkőzésen 44 gólt lőtt (ami MU csapat-rekord), amiből 12 találat 10 Bajnokok Ligája-mérkőzésen esett meg. Huszonöt góljával gólkirállyá avatták, amihez hozzájárult három mesterhármasa is. Következő évadot két meccsen, két duplázással kezdte. Századik találatát az Everton FC elleni 4–3-as győzelemmel végződő találkozón szerezte 2004. február 14-én.
Egy sérülés miatt az évad nagy részét ki kellett hagynia. Tizenharmadik európai találatát az Olympique Lyonnais elleni 2–2-es döntetlenen érte el, és egyben ezen a mérkőzésen sérült le. A United búcsúzott a BL-től a kieséses szakaszban, az AC Milan-tól elszenvedett vereség után.
Következő szezon végén második lett a góllövőlistán az Arsenal francia csatára, Thierry Henry mögött.

### Real Madrid
Ruud 2006-ban úgy döntött, elhagyja a Manchester United csapatát. A kiváló csatár kapcsolata Sir Alex Fergusonnal megromlott, miután az többször mellőzte. A Real Madrid ki is használta az alkalmat és szerződtette a csatárt. A 17-es mezben mutatkozott be, amit meg is tartott azóta. Az első szezonja jól sikerült: La Liga elsőség mellett ő lett a gólkirály. Ruud hozta remek formáját, az Osasuna háromszor mehetett közepet kezdeni amikor ellenük játszotta Real, a Levante pedig négyszer. Ezután kicsit lassított, hogy aztán tavasszal hátán cipelje a csapatot. Első szezonjában 37 meccsen 25 gólt jegyzett. A BL-ben is hozta magát, 7 meccsen 6 gólt lőtt.
Ruud a Juventus elleni BL-mérkőzésen sérülést szerzett, ismét meg kellett műteni a térdét. E sérülés tönkretette az egész szezonját, a rehabilitáció közel májusig tartott. A nyári szünetben Ruud-nak külön edzésprogramot írtak ki Madridban, hogy a csodacsatár minél hamarabb felépüljön, és a 2009–10-es szezonra visszanyerje formáját. 10 hónapig nem játszott spanyol bajnoki mérkőzésen, mígnem 2009. szeptember 20-án a Xerez ellen Cristiano Ronaldo cseréjeként pályára lépett, és a 89. percben gólt is szerzett. Ezután azonban ismét megsérült, és nem tudta visszaszerezni helyét a csapatban, ezért a több játéklehetőség reményében a Hamburghoz igazolt.

## Edzői pályafutása

### A PSV utánpótlás csapatai
2013. június 22-én Van Nistelrooy csatlakozott a PSV-hez, az U17-es csapat egyik edzőjeként. Az U17-es, U19-es csapatok és a tartalékok csatáredzője volt.
2018. június 25-én kinevezték a PSV U19-es csapata élére, Mark van Bommel helyét átéve, aki a felnőtt csapathoz igazolt. 2019 decemberében bejelentették, hogy 2014 után ismét a holland válogatottal fog dolgozni a nyár során, ezúttal az Európa-bajnokságon.

### PSV
2022 márciusában Van Nistelrooyt kinevezték a PSV vezetőedzőjének, Roger Schmidt helyét átvéve. Három éves szerződést írt alá, de kevesebb, mint egy évvel munkakezdése után lemondott, egy mérkőzéssel a 2022–2023-as szezon vége előtt, amiért nem támogatta eléggé a csapat. Ebben az időszakban holland szuperkupa-, és kupagyőztes volt.

### Manchester United
2024. július 11-én Van Nistelrooyt kinevezték a Manchester United egyik másodedzőjének, két éves szerződést írt alá. Eredetileg Erik ten Hag alatt dolgozott, de a szakember 2024. októberi menesztése után megbízott menedzsernek nevezték ki. Első mérkőzésén a United 5–2-re nyert a ligakupában a Leicester City ellen. A következő két mérkőzésén a United döntetlent játszott a Chelsea-val, illetve egy év után először diadalmaskodott egy európai mérkőzésen, 2–0-ra legyőzve a PAÓK-ot. Megbízott kinevezését a Leicester City ellen zárta veretlenül, a csapat harmadjára is nyerni tudott, 3–0-ra. Ezzel a United történetének legmagasabb győzelmi arányával (75%) rendelkező edzőként zárta vezetőedzői pályafutását a csapatnál. Ezt követően elhagyta a csapatot.

### Leicester City
Mindössze néhány héttel az után, hogy elhagyta a Unitedet, a Leicester City menesztette Steve Coopert, amit követően Van Nistelrooyt nevezték ki a csapat új menedzserének. A csapat Brentford elleni 4–1-es veresége után vette át a Leicester irányítását, december 1-én. Két nappal később meg is nyerte első mérkőzését a csapat élén, a West Ham Unitedet 3–1-re legyőzve. 2025. április 20-án lett biztos, hogy a Leicester ki fog esni a Premier League-ből, az azt megelőző 18 mérkőzésükön csak négy pontot szereztek.

## Statisztika

### Klubtörténet
| Klub               | Szezon             | Bajnokság | Bajnokság | Kupa  | Kupa  | Liga Kupa | Liga Kupa | Nemzetközi | Nemzetközi | Egyéb | Egyéb | Összes | Összes |
| Klub               | Szezon             | Meccs     | Gólok     | Meccs | Gólok | Meccs     | Gólok     | Meccs      | Gólok      | Meccs | Gólok | Meccs  | Gólok  |
| ------------------ | ------------------ | --------- | --------- | ----- | ----- | --------- | --------- | ---------- | ---------- | ----- | ----- | ------ | ------ |
| Den Bosch          | 1993–94            | 2         | 0         |       |       | –         | –         | –          | –          |       |       | 2      | 0      |
| Den Bosch          | 1994–95            | 15        | 3         | 2     | 3     | –         | –         | –          | –          |       |       | 17     | 6      |
| Den Bosch          | 1995–96            | 21        | 2         |       |       | –         | –         | –          | –          |       |       | 21     | 2      |
| Den Bosch          | 1996–97            | 31        | 12        |       |       | –         | –         | –          | –          |       |       | 31     | 12     |
| Den Bosch          | Total              | 69        | 17        | 2     | 3     | –         | –         | –          | –          |       |       | 71     | 20     |
| Heerenveen         | 1997–98            | 31        | 13        | 5     | 3     | –         | –         | –          | –          |       |       | 36     | 16     |
| Heerenveen         | Total              | 31        | 13        | 5     | 3     | –         | –         | –          | –          |       |       | 36     | 16     |
| PSV Eindhoven      | 1998–99            | 34        | 31        | 5     | 1     | –         | –         | 7          | 6          |       |       | 46     | 38     |
| PSV Eindhoven      | 1999–2000          | 23        | 29        | 2     | 0     | –         | –         | 8          | 3          |       |       | 33     | 32     |
| PSV Eindhoven      | 2000–01            | 10        | 2         | 2     | 3     | –         | –         | –          | –          |       |       | 12     | 5      |
| PSV Eindhoven      | Total              | 67        | 62        | 9     | 4     | –         | –         | 15         | 9          |       |       | 91     | 75     |
| Manchester United  | 2001–02            | 32        | 23        | 2     | 2     | 0         | 0         | 14         | 10         | 1     | 1     | 49     | 36     |
| Manchester United  | 2002–03            | 34        | 25        | 3     | 4     | 4         | 1         | 11         | 14         | 0     | 0     | 52     | 44     |
| Manchester United  | 2003–04            | 32        | 20        | 4     | 6     | 0         | 0         | 7          | 4          | 1     | 0     | 44     | 30     |
| Manchester United  | 2004–05            | 17        | 6         | 3     | 2     | 0         | 0         | 7          | 8          | 0     | 0     | 27     | 16     |
| Manchester United  | 2005–06            | 35        | 21        | 2     | 0     | 2         | 1         | 8          | 2          | 0     | 0     | 47     | 24     |
| Manchester United  | Total              | 150       | 95        | 14    | 14    | 6         | 2         | 47         | 38         | 2     | 1     | 219    | 150    |
| Real Madrid        | 2006–07            | 37        | 25        | 3     | 2     | –         | –         | 7          | 6          | 0     | 0     | 47     | 33     |
| Real Madrid        | 2007–08            | 24        | 16        | 1     | 0     | –         | –         | 7          | 4          | 1     | 0     | 33     | 20     |
| Real Madrid        | 2008–09            | 6         | 4         | 0     | 0     | –         | –         | 4          | 3          | 2     | 3     | 12     | 10     |
| Real Madrid        | 2009–10            | 1         | 1         | 2     | 0     | –         | –         | 1          | 0          | 0     | 0     | 4      | 1      |
| Real Madrid        | Total              | 68        | 46        | 6     | 2     | –         | –         | 19         | 13         | 3     | 3     | 96     | 64     |
| Hamburger SV       | 2009–10            | 11        | 5         | 0     | 0     | –         | –         | 7          | 2          | 0     | 0     | 18     | 7      |
| Hamburger SV       | 2010–11            | 25        | 7         | 1     | 3     | –         | –         | 0          | 0          | 0     | 0     | 26     | 10     |
| Hamburger SV       | Total              | 36        | 12        | 1     | 3     | –         | –         | 7          | 2          | 0     | 0     | 44     | 17     |
| Málaga             | 2011–12            | 28        | 4         | 4     | 1     | –         | –         | 0          | 0          | 0     | 0     | 32     | 5      |
| Málaga             | Összes             | 28        | 4         | 4     | 1     | –         | –         | 0          | 0          | 0     | 0     | 32     | 5      |
| Összes meccs/meccs | Összes meccs/meccs | 449       | 249       | 41    | 30    | 6         | 2         | 88         | 62         | 5     | 4     | 589    | 347    |

### A holland válogatottban

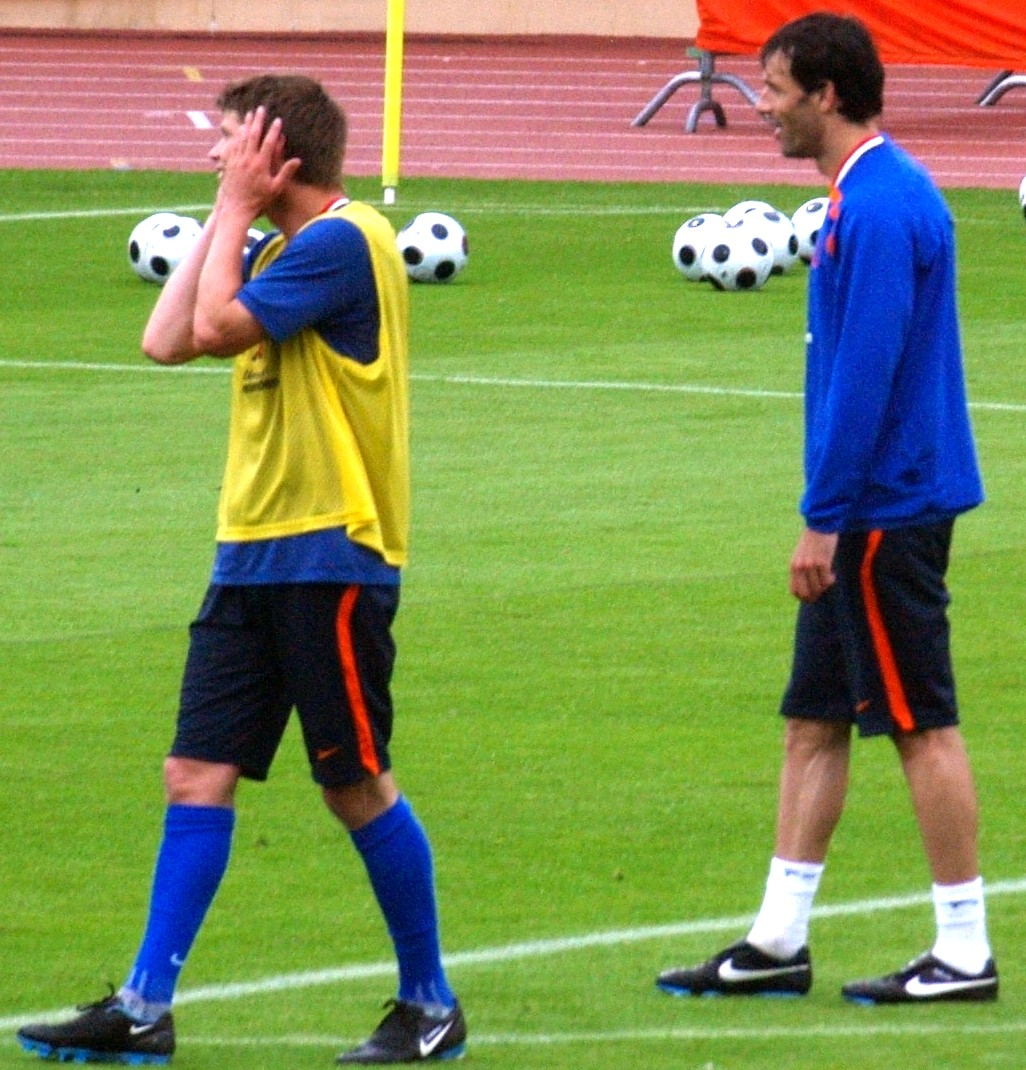
Van Nistelrooy (jobbra) és Klaas-Jan Huntelaar egy edzésen

| Válogatott | Év   | Barátságos | Barátságos | Hivatalos Mérkőzések | Hivatalos Mérkőzések | Összes | Összes | Gólok/Mérkőzések |
| Válogatott | Év   | Meccs      | Gólok      | Meccs                | Gólok                | Meccs  | Gólok  | Gólok/Mérkőzések |
| ---------- | ---- | ---------- | ---------- | -------------------- | -------------------- | ------ | ------ | ---------------- |
| Holland    | 1998 | 1          | 0          | 0                    | 0                    | 1      | 0      | 0                |
| Holland    | 1999 | 8          | 1          | 0                    | 0                    | 8      | 1      | 0.125            |
| Holland    | 2000 | 1          | 0          | 0                    | 0                    | 1      | 0      | 0                |
| Holland    | 2001 | 2          | 1          | 5                    | 6                    | 7      | 7      | 1                |
| Holland    | 2002 | 3          | 1          | 1                    | 0                    | 4      | 1      | 0.25             |
| Holland    | 2003 | 2          | 0          | 6                    | 5                    | 8      | 5      | 0.625            |
| Holland    | 2004 | 4          | 0          | 7                    | 6                    | 11     | 6      | 0.545            |
| Holland    | 2005 | 1          | 0          | 8                    | 5                    | 9      | 5      | 0.556            |
| Holland    | 2006 | 2          | 2          | 3                    | 1                    | 5      | 3      | 0.6              |
| Holland    | 2007 | 1          | 0          | 4                    | 2                    | 5      | 2      | 0.4              |
| Holland    | 2008 | 2          | 1          | 3                    | 2                    | 5      | 3      | 0.6              |
| Holland    | 2010 | 0          | 0          | 3                    | 1                    | 3      | 1      | 0.333            |
| Holland    | 2011 | 1          | 0          | 2                    | 1                    | 3      | 1      | 0.333            |
| Összes     |      | 28         | 6          | 42                   | 29                   | 70     | 35     | 0.5              |

## Edzői statisztika
2025. május 25-én lett frissítve.
| Csapat            | Nemzet    | –tól              | –ig                | Mérleg | Mérleg | Mérleg | Mérleg     | Mérleg | Mérleg | Mérleg | Mérleg |
| M                 | GY        | D                 | V                  | RG     | KG     | +/-    | Győzelem % |        |        |        |        |
| ----------------- | --------- | ----------------- | ------------------ | ------ | ------ | ------ | ---------- | ------ | ------ | ------ | ------ |
| Jong PSV          | Hollandia | 2021. június 1.   | 2022. május 18.    | 38     | 11     | 11     | 16         | 61     | 63     | −2     | 28.95% |
| PSV Eindhoven     | Hollandia | 2022. július 1.   | 2023. május 24.    | 51     | 33     | 10     | 8          | 126    | 60     | +66    | 64.71% |
| Manchester United | Anglia    | 2024. október 28. | 2024. november 11. | 4      | 3      | 1      | 0          | 11     | 3      | +8     | 75%    |
| Leicester City    | Anglia    | 2024. december 1. | napjainkig         | 27     | 5      | 3      | 19         | 24     | 57     | –33    | 18.52% |
| összesen          | összesen  | összesen          | összesen           | 120    | 52     | 25     | 43         | 222    | 183    | +39    | 43.33% |

## Külső hivatkozások
- Ruud van Nistelrooy. fifa.com. [2017. július 11-i dátummal az eredetiből archiválva]. (Hozzáférés: 2017. június 5.)
- Ruud van Nistelrooy. bdfutbol.com
- Ruud van Nistelrooy. national-football-teams.com
- Ruud van Nistelrooy. wereldvanoranje.nl. [2007. július 2-i dátummal az eredetiből archiválva]. (Hozzáférés: 2017. június 5.)
- Ruud van Nistelrooy. weltfussball.de